# Ayoub Moudden
Ayoub Moudden (en arabe : أيوب مودن), né le 22 décembre 1997 à Mohammédia (Maroc) est un footballeur marocain évoluant dans le club de l'Olympique de Safi. Il joue au poste de défenseur.

## Biographie
Formé au Moghreb de Tétouan, il y joue pendant deux saisons, avant d'être transféré au KAC de Kénitra en D2 marocaine.
Le 15 janvier 2020, il signe un contrat de trois ans au Wydad Athletic Club. Bien que n'ayant joué que deux matchs de championnat avec le Wydad, il est tout de même vice-champion de la Botola Pro. Lors de la deuxième partie de saison 2020-2021, il est prêté à l'Olympique de Safi pour avoir plus de temps de jeu.

## Palmarès
Wydad Athletic Club
- Championnat du Maroc :
  - Vice-champion : 2019-20.